# 二条宗熙
二条 宗煕（にじょう むねひろ）は、江戸時代中期の公卿。関白・二条吉忠の子。官位は従二位・右大臣。二条家20代当主。号は常観喜院。

## 経歴
享保3年（1718年）11月6日に二条吉忠の子として京にて誕生。8代将軍・徳川吉宗から偏諱を受ける。
享保13年（1728年）11月18日　元服。禁色雑袍昇殿。同日、従五位上。同年11月22日　左近衛権少将叙任。同年12月21日　越階により従四位下叙位。享保14年（1729年）　2月28日　左近衛権中将正四位下となり、同年
12月4日、叙従三位。左中将如元。享保15年（1730年）5月28日　権中納言叙任。同年9月18日　左近衛大将を兼任。同年12月25日　左馬寮御監を兼帯。享保16年（1731年）12月18日　正三位。享保18年（1733年）5月9日　権大納言叙任。 元文元年（1736年）　従二位。元文2年（1737年）6月29日　内大臣叙任。元文3年（1738年）正月24日　右大臣になるも同年6月18日　辞任。同日　薨去。21歳。

## 系譜
- 父：二条吉忠
- 母：家女房
- 妻：不詳
- 養子
  - 男子：二条宗基 - 九条幸教の子